# David Einhorn
Pour les articles homonymes, voir Einhorn.
David Einhorn, né le 20 novembre 1968 dans le New Jersey, est un investisseur et gestionnaire de fonds spéculatifs américain, connu pour être le fondateur et président de Greenlight Capital (en), une société d'investissement spécialisée dans les stratégies longues et courtes. Depuis sa création en 1996, la firme s'est illustrée par son approche analytique rigoureuse et ses positions controversées sur des entreprises cotées, attirant l'attention de Wall Street et des médias financiers.
Il s'est notamment fait remarquer pour ses critiques publiques de grandes entreprises, comme Allied Capital (en) dans les années 2000, et plus tard Lehman Brothers, dont il a anticipé la faillite en 2008. Bien que ses performances aient varié au fil des années, son style de gestion et ses prises de parole lui ont permis de devenir l'une des figures reconnues de l'industrie des fonds spéculatifs.
En dehors de ses activités professionnelles, il s'engage dans des causes philanthropiques, soutenant divers projets éducatifs et sociaux. Sa personnalité, combinant expertise financière et franc-parler, fait de lui une figure influente mais parfois controversée du secteur financier américain.

## Biographie

### Jeunesse et éducation
Einhorn naît au sein d'une famille juive dans le New Jersey. Il est le fils de Stephen et Nancy Einhorn,. Il grandit à Demarest, et à l'âge de sept ans, déménage avec sa famille dans le Wisconsin. Son père est le fondateur et président d'Einhorn & Associates, un cabinet de conseil, et de Capital Midwest Fund, un fonds de capital risque. Il a un frère, Daniel, qui travaille avec son père. En 1987, Einhorn sort diplômé du Nicolet High School (en) de Glendale, puis de l'université Cornell avec mention honorifique avec un BA en gouvernance du College of Arts and Sciences en 1991. Il est membre de la fraternité Sigma Alpha Epsilon (en) à Cornell.

### Carrière d'investisseur
Einhorn lance Greenlight Capital (en) en mai 1996 avec 900 000 $ de capital de démarrage. En mai 2002, il prononce un discours à la Sohn Investment Research Conference (en) où il recommande de vendre à découvert une société financière de taille moyenne appelée Allied Capital (en) et révèle qu'il a lui-même une position vendeuse substantielle. Le lendemain du discours, l'action de la société baisse de 20 %. Einhorn accuse la société de fraude à l'égard de la Small Business Administration tandis qu'Allied affirme qu'Einhorn s'adonne à une manipulation boursière, et accède illégalement à ses relevés téléphoniques en utilisant le pretexting (en). En juin 2007, après une longue enquête de la Securities and Exchange Commission (SEC), il est constaté qu'Allied enfreint les lois sur les valeurs mobilières relatives à la comptabilité et à l'évaluation des titres illiquides qu'elle détient. Après l'incident, Einhorn publie un livre intitulé Fooling Some of the People All of the Time, concernant ce combat de six ans. Les critiques du livre sont généralement positives ; Seeking Alpha dit du livre : « l'affaire contre Allied Capital est exposée dans les moindres détails. En raison de l'immense quantité de détails présents dans le livre, je pense que certains lecteurs peuvent vouloir sauter une page ici et là. Cependant, le livre n'est en aucun cas ennuyeux. Il prouve que la vérité est vraiment plus étrange que la fiction ». Einhorn en vient à voir Allied comme un microcosme des tendances de marché : « Ce que nous avons vu un an plus tard, c’est qu'Allied n'est que la partie émergée de l'iceberg ; que cette éthique, cette philosophie et cette pratique commerciale douteuses sont beaucoup plus répandues que je ne le reconnaissais à l'époque. [...] Notre pays, notre économie, paie un prix élevé pour cela ».

### Lehman Brothers
En juillet 2007, Einhorn vend à découvert l'action Lehman Brothers, croyant que la société a d'énormes expositions à des investissements immobiliers illiquides qui ne sont pas correctement comptabilisés. Il affirme également qu'elle utilise des pratiques comptables douteuses dans ses états financiers. Einhorn partage sa thèse sur Lehman en novembre 2007 au Value Investing Congress.
Lorsque Bear Stearns doit être renfloué par la Réserve fédérale des États-Unis en mars 2008, Lehman est largement considéré comme étant dans une situation financière fragile. Lors d'un discours à une conférence en avril, Einhorn dévoile sa position vendeuse sur Lehman,. En mai, la directrice financière de Lehman, Erin Callan, tient une téléconférence privée avec Einhorn et son personnel, qui espèrent que Callan puisse expliquer les incohérences qu'ils ont découvertes depuis le dernier dépôt financier de la société. Einhorn caractérise publiquement les réponses de Callan lors de l'appel sous un jour négatif et l'action de Lehman chute fortement. Callan est licenciée quelques semaines plus tard lorsque Lehman déclare une perte trimestrielle de 2,8 milliards de dollars. Lehman fait faillite en septembre 2008.

### Microsoft
Le 26 mai 2011, Einhorn appelle Steve Ballmer, PDG de Microsoft, à démissionner après que Microsoft a été dépassé à la fois par Google et Apple en valeur de marché.

### Délit d'initié au Royaume-Uni
En janvier 2012, la Financial Services Authority (FSA) du Royaume-Uni inflige une amende de 11,2 millions de dollars à Einhorn et Greenlight Capital pour avoir négocié sur la base d'informations privilégiées. Elle affirme qu'Einhorn a obtenu des informations sur le fonds de capital-investissement Punch Taverns Plc (PUB) par l'intermédiaire d'un courtier représentant la société avant que le public n'en ait connaissance. Au cours des quatre jours suivants, Einhorn vend plus de 11 millions d'actions, évitant un effondrement de 29,9 % du cours de l'action et une perte ultérieure d'environ 5,8 millions de livres sterling.
La Financial Services Authority déclare : 
« « La FSA a accepté qu'Einhorn n'a pas agi délibérément parce qu'il ne croyait pas qu'il s'agissait d'informations privilégiées. Cependant, ce n'était pas une opinion raisonnable. Il s'agit d'un cas grave d'abus de marché par Einhorn et il n'a pas répondu aux normes que la FSA attend, en particulier en raison de sa position éminente en tant que président de Greenlight et compte tenu de son expérience sur le marché. Einhorn est un professionnel expérimenté avec un profil reconnu dans l'industrie. Nous nous attendons à ce que quelqu'un dans sa position soit capable d'identifier les informations privilégiées lorsqu'il les reçoit et d'agir de manière appropriée. Son incapacité à le faire est une violation grave des normes de conduite du marché. Il est extrêmement préjudiciable à la confiance du marché lorsque des actionnaires privilégiés commettent des abus de marché, et la lourde pénalité reflète la gravité de sa violation. » ». »
Einhorn qualifie l'amende de 7,2 millions de livres sterling d'« injuste » et d'« incompatible avec la loi » mais déclare qu'il la paiera « plutôt que de poursuivre un combat ardu ». L'amende est la deuxième plus élevée jamais infligée à un individu dans l'histoire de la Financial Services Authority du Royaume-Uni.

### Green Mountain Coffee Roasters
Lors du Value Investing Congress à New York le 17 octobre 2011, Einhorn dévoile publiquement sa position courte sur l'action Green Mountain Coffee Roasters. Avant cette date, le cours de l'action de la société a été multiplié par plus de dix depuis mars 2009, la troisième plus forte hausse du S&P 400 (en) de Standard & Poor's. Dans sa présentation, Einhorn estime que le marché pour la nouvelle machine à café à dosette unique Keurig de Green Mountain est « limité », et que les dosettes de café K-Cup pour la machine présentent un « problème de brevet imminent » pour la société. Il déclare également que Green Mountain a une « litanie de questions comptables ». Après son discours, le cours de l'action de Green Mountain chute de 10 %, clôturant ce jour-là à 82,50 $.
Quelques semaines plus tard, le 9 novembre 2011, le rapport trimestriel de Green Mountain ne répond pas aux attentes des analystes et son cours de l'action chute à 43,71 $. Le PDG de Green Mountain, Lawrence J. Blanford, cite « un certain nombre de facteurs, notamment des changements dans les habitudes de commande des clients en gros dans nos canaux épicerie et club » pour expliquer la sous-performance de la société. L'action a atteint 157 en novembre 2014, avant sa tarification finale dans les années 90, avant que la société ne soit vendue.[pas clair]

### Apple
En février 2013, Einhorn dépose une plainte contre Apple devant un tribunal de Manhattan afin de faire pression sur la société pour qu'elle émette des actions privilégiées payant des dividendes comme moyen de distribuer une partie de ses 137 milliards de dollars en espèces aux actionnaires. Plus tard ce mois-là, Einhorn établit ce qu'un titre du Wall Street Journal appelle un « Legal Precedent in Corporate Governance » lorsque le tribunal statue en faveur d'Einhorn et détermine qu'Apple tente de regrouper « de manière inadmissible des « questions distinctes » à l'examen des actionnaires, ».

### Industrie de la fracturation
Lors de la Sohn Investment Conference le 4 mai 2015, Einhorn critique sévèrement les sociétés pétrolières et gazières non rentables. Il déclare : « Une entreprise qui brûle de l'argent et ne croît plus ne vaut rien ». Plus précisément, Einhorn dévoile des positions vendeuses sur Pioneer Natural Resources et Concho Resources. Il plaisante également en disant que Pioneer Natural Resources est une « Motherfracker », en référence à la méthode de fracturation hydraulique qui est un moyen courant de stimuler la production de roches contenant du pétrole et du gaz.

## Vie privée
En 1993, Einhorn épouse Cheryl Strauss, journaliste financière et consultante en médias. Ils ont trois enfants. Ils divorcent en 2017. Einhorn vit dans le comté de Westchester.
Il est Démocrate, et a contribué aux campagnes politiques démocrates, contrairement à ses parents, qui sont des donateurs Républicains. En 2012, il coorganise une collecte de fonds pour le comité d'action politique Keeping America Competitive, dirigé par le Républicain modéré Leonard M. Tannenbaum (en).
On dit qu'il conduit une Honda Odyssey (en),. Il est également l'un des Master Players fondateurs du concours de trading d'actions virtuel Portfolios with Purpose (en).

## Fortune et philanthropie
En mars 2019, le magazine Forbes rapporte qu’Einhorn a une fortune de 700 millions de dollars.
Il est un grand contributeur et membre du conseil d'administration de la Fondation Michael J. Fox (en). Il fait don de ses gains au poker de 2006 (plus de 650 000 $) à la fondation. Il est également membre du conseil d'administration de la Fondation Robin Hood et contribue à de nombreuses organisations caritatives dans la région de New York. Au printemps 2009, comme promis dans son livre Fooling Some of the People All of the Time, Greenlight Capital fait don de tous les profits des partenaires généraux de la vente à découvert de l'action Allied Capital (6 millions de dollars supplémentaires - Greenlight a déjà fait don de 1 million de dollars en 2005 à Tomorrows Children's Fund - pour un total de 7 millions de dollars) à trois organisations (Tomorrows Children's Fund, The Project On Government Oversight (POGO) et le Center for Public Integrity (CPI)).

### New York Mets
Le 26 mai 2011, les Mets de New York annoncent qu'Einhorn a accepté d'acheter une participation minoritaire dans l'équipe de baseball pour 200 millions de dollars. Il a l'option d'acheter une participation majoritaire dans les Mets après trois ans si l'actuel propriétaire majoritaire Fred Wilpon et sa famille ne peuvent pas respecter leurs obligations financières d'ici là. Le 1er septembre 2011, les Mets annoncent qu'ils ont mis fin aux négociations pour vendre une participation minoritaire à Einhorn.

### Poker
En 2006, Einhorn termine 18e au World Series of Poker 2006 ce qui lui rapporte 659 730 $.
En 2012, il fait don de ses gains du tournoi World Series of Poker 2012 Big One for One Drop (en) (qui avait un buy-in d'un million de dollars, et dans lequel il remporte 4 352 000 $ pour sa 3e place) à City Year (en),.
En 2019, il termine à la table finale du No Limit Hold'em High Roller à 50 000 $ (Event #5), également aux World Series of Poker, lorsqu'il termine 9e pour 122 551 $.
En 2023, les gains en tournoi en direct d'Einhorn comptent pour la 21e place dans la région de New York et la 156e place aux États-Unis (les deux classements tous temps).

## Affaire judiciaire avec un ex-employé
James Fishback, ancien employé de Greenlight Capital (en), poursuit la société pour diffamation concernant son titre de poste en mai 2024. Dans le procès, Fishback affirme qu'il travaille en tant que « head of macro » au sein du cabinet Greenlight Capital, mais Greenlight affirme que ce poste n'a jamais existé. Des médias notables couvrent la controverse et le procès qui s'ensuit,.
Fishback affirme que pendant les deux ans et demi où il a travaillé chez Greenlight Capital, il a été promu deux fois ; d'abord de l'analyste de recherche au trader puis au head of macro, ayant généré un total de 100 millions de dollars de profits pour le fonds de New York pendant son mandat. Dans l'une de leurs revues, Greenlight Capital déclare qu'elle a sa « meilleure année » dans son portefeuille macro en 2022, qui est le moment où Fishback travaille avec la société.